# Gerd vom Bruch
Gerd vom Bruch (* 19. August 1941) ist ein ehemaliger deutscher Fußballspieler und -trainer und ist jetzt Spielervermittler.

## Karriere
Vom Bruch, der einer Bürotätigkeit bei den Geisweider Stahlwerken nachging, war in der Saison 1971/72 Mitglied der Regionalliga-Mannschaft des VfL Klafeld-Geisweid 08. Zuvor spielte er bei den Sportfreunden Siegen.
Nach der Saison 1971/72 begann vom Bruch seine Trainerkarriere. Zunächst trainierte er von 1972 bis 1976 die SpVg Olpe, dann folgte ein vierjähriges Engagement beim SSV Dillenburg. 1980 übernahm er für fünf Jahre den Trainerposten bei Rot-Weiß Lüdenscheid. Danach trainierte er für eine Saison Eintracht Haiger. Während der Saison 1986/87 war er Trainer der Sportfreunde Siegen, danach Assistent von Wolf Werner bei Borussia Mönchengladbach. Als dessen Nachfolger trainierte er vom 22. November 1989 bis zum 25. September 1991 Borussia Mönchengladbach in der 1. Bundesliga. Anschließend war er in der Saison 1992/93 als Trainer beim Wuppertaler SV und 1998 bei Rot-Weiß Oberhausen, jeweils in der 2. Bundesliga, tätig. Dazwischen trainierte Gerd vom Bruch in den Jahren 1994 bis 1996 noch Alemannia Aachen in der Regionalliga.
Später war er bis 2000 Mitarbeiter des Spielerberaters Norbert Pflippen. Anschließend wirkte er bis 2003 in dieser Branche für die norwegische Agentur ISM. Seither ist er als Spielerberater selbständig. Unter anderem zählen beziehungsweise zählten der Nationaltorwart Marc-André ter Stegen sowie Daniel Frahn, Marcell Jansen und Patrick Helmes zu seinen Klienten.